# Санкт-Ульрих-им-Мюлькрайс
Санкт-Ульрих-им-Мюлькрайс (нем. Sankt Ulrich im Mühlkreis) — коммуна (нем. Gemeinde) в Австрии, в федеральной земле Верхняя Австрия. 
Входит в состав округа Рорбах.  Население составляет 651 человек (на 8 января 2007 года). Занимает площадь 15 км². Официальный код  —  41336.

## Политическая ситуация
Бургомистр коммуны — Альфред Аллерсторфер (АНП) по результатам выборов 2003 года.
Совет представителей коммуны (нем. Gemeinderat) состоит из 13 мест.
- АНП занимает 10 мест.
- СДПА занимает 3 места.